# Anarchisme coréen en Chine

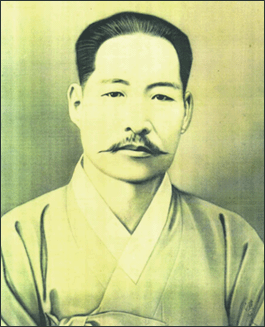
Kim Jwa-jin, figure de l'anarchisme coréen, l'un des meneurs des militants expatriés en Chine

L'anarchisme coréen en Chine concerne les anarchistes coréens en exil, pendant la période de colonisation de la Corée par le Japon, de 1910 à 1945.
À la suite de l'annexion de la Corée par son voisin nippon en 1910, des masses de paysans coréens dépossédés de leurs terres avaient fui vers la Mandchourie, où ils tentaient de survivre,. Le 1er mars 1919, des manifestations pro-indépendance éclatent dans toute la péninsule, affrontant une terrible répression. Pour mémoire, il y eut 7 500 morts, 45 000 blessés et 49 000 arrestations (Mouvement du 1er Mars). Cette deuxième vague d'expatriés fuyant les persécutions avaient atterri en Mandchourie et dans des métropoles chinoises comme Pékin et Shanghai. Ils y font alors connaissance des idéologies anarchistes et socialistes qui s'y répandent. Même si cet article se base sur une approche régionale, les anarchistes coréens en Chine étaient intimement liés aux autres anarchistes asiatiques, ainsi qu'à leurs compagnons au Japon et en Corée.

## Naissance
L'anarchisme coréen s'inscrit dans un mouvement de libération national face à l'oppresseur japonais. Il comptait déjà des sympathisants parmi les exilés en Chine avant 1919. Mais ce n'est qu'après que les Coréens commencent à considérer vraiment le mouvement comme une solution pour la construction d'une société coréenne nouvelle et pour l'indépendance de leur pays.
Pour cause : c'est seulement après le mouvement du 1er mars qu'anarchistes chinois et exilés coréens multiplient les contacts, qui marquent l'aube du mouvement anarchiste coréen en Chine. Alors que de nombreux militants indépendantistes semblent se rencontrer à Shanghai, ainsi qu'à Pékin, le gouvernement provisoire coréen s'établit dans la métropole. Des activistes s'étaient même rendus dans le sud de la Chine, en particulier à Guangzhou. C'est là d'ailleurs que sera publié le journal sino-coréen La Lumière (Guangming en chinois et Gwangmyeong en coréen ).
La Lumière est la seule revue publiée conjointement par des Coréens et des Chinois au début du XXe siècle - bien que la plupart des articles soient écrits en chinois. Sa première publication date du 1er décembre 1921. Sans être un journal anarchiste coréen, certains articles tendaient régulièrement dans cette direction. Par exemple, dans son numéro inaugural, il était écrit dans un article intitulé « L'avenir du mouvement de La Lumière » que celui-ci résidait dans un « monde de liberté, d'égalité, d'amour universel et d'entraide ».
Intellectuels chinois et exilés coréens voient en une alliance fraternelle entre Chinois et Coréens face à l’agression japonaise une priorité. Ces Chinois jouent un rôle clé dans l'intérêt et l'adoption croissante des idées anarchistes par les exilés coréens.
Non seulement par des relations personnelles et des associations avec des anarchistes chinois / japonais, mais aussi par la lecture de leurs écrits sur l'anarchisme, à la fois originaux et en traduction, les exilés coréens à Pékin comme Shin étaient de plus en plus attirés par l'anarchisme et se sont familiarisés avec d'autres anarchistes asiatiques.

### Personnalités
Shin Chaeho (1880–1936) est un historien, journaliste et écrivain coréen. Figure de l'anarchisme coréen en Chine, il édite plusieurs journaux à Shanghai. Arrêté en 1929 par la police japonaise, il meurt en prison quelques années plus tard.
Shin s'était lié d'amitié avec Yi Hoeyeong, pionnier de l'anarchisme coréen, et qui l'a aidé à accepter ces idées. Ils se sont connus à Pékin. Yi s'était exilé en Chine avec ses cinq frères pour lutter pour l'indépendance. Il connaissait beaucoup de monde parmi les expatriés coréens - dont d'autres militants anarchistes. Yu Ja-myeong en faisait partie.
Yu était originaire de la province Chungcheong du nord. On le disait « le meilleur théoricien [anarchiste] de l'époque ». Professeur d'école à Chungju, il a participé au mouvement du 1er mars. Il s'est ensuite exilé à Shanghai où il est devenu membre du Gouvernement provisoire. Il avait de l'intérêt pour le socialisme mais rejetait le communisme. Il considérait que l'urgence était à la libération nationale et non à la lutte des classes, à la libération des classes, etc. Très actif, il a été membre du Groupes des Justes (Uiyeoldan), un groupe de type anarchiste et centré sur « l'action directe » en Chine. À Wuhan en 1927, Yu participe à la formation de la Société unie des peuples opprimés de l'Est. Yu a pour un temps de nouveau enseigné en 1930 à Dawn Advanced Middle School (Liming gaoji zhongxue) et Lida College (Lida xueyuan). Puis, il devint une figure centrale dans la création du Front national. C'est lui avec Kim Wonbong - le chef du Groupe des justes - qui demanderont à Shin d'écrire son fameux Manifeste de la Révolution coréenne (조선 혁명 선언). Shin le rédigera en janvier 1923, et marque son adhésion à l'anarchie.
Yu rim s'exile en 1919, et rallie la lutte anarchiste en Mandchourie. Il participe à deux soulèvements et collabore à la fondation à la Société unie du peuple coréen. Traversant au péril de sa vie la frontière séparant la Mandchourie et le Japon, il revient en Corée afin d'organiser l'insurrection. Il sera fait prisonnier, et repartira à sa libération en Mandchourie - avant de rejoindre le gouvernement provisoire.
Yi Jeonggyu (1897- 1984), est dans les années 1920 l'un des militants les plus actifs. À Tokyo, où il étudie à l'Université Keiō en 1918, il est attiré par les idées socialistes. Lors du mouvement de mars 1919, Yi retourne en Corée, puis part pour Shanghai en avril, où il intègre le gouvernement provisoire, en tant que représentant de la province de Chungcheong. Son arrestation et son rapatriement en Corée pour y être jugé par la police japonaise, en octobre 1928, mettent fin à ses activités chinoises.
Afin de s'organiser, ces militants coopèrent avec leurs homologues chinois.

## Commune de Shinmin
De 1929 à 1932, les coréens expérimentent une société sans classe, autonome et sans État en Mandchourie. Ils administrent un territoire équivalent à 1/3 de la France. Cet événement majeur dans l'histoire de la lutte anti-coloniale coréenne a malheureusement fait l'objet d'une faible documentation. Cette Commune trouvera sa fin en 1932, lors de l'offensive japonaise.